# ظري (دوعن)
'

تعديل مصدري - تعديل

ظري هي إحدى قرى عزلة صيف بمديرية دوعن التابعة لمحافظة حضرموت، بلغ تعداد سكانها 772 نسمة حسب تعداد اليمن لعام 2004.